# Morning Musume Concert Tour 2009 Aki ~ Nine Smile ~
Albums de Morning Musume
Concert Tour 2009 Yomiuri
(2009) Concert Tour 2010 Haru
(2010)
Morning Musume Concert Tour 2009 Aki ~ Nine Smile ~ (モーニング娘。コンサートツアー2009秋 ~ナインスマイル~) est une vidéo musicale (DVD) du groupe de J-pop Morning Musume, la vingt-deuxième d'un concert du groupe.

## Présentation
La vidéo sort au format double-DVD le 24 février 2010 au Japon sous le label zetima. Le DVD atteint la 13e place à l'Oricon. Il se vend à 10 946 exemplaires la première semaine et reste classé pendant quatre semaines, pour un total de 13 073 exemplaires vendus durant cette période.
Le concert avait été filmé deux mois auparavant, le 6 décembre 2009 dans la salle Tokyo Kousei Nenkin Kaikan, en promotion de la compilation des "faces B" des singles du groupe, Zen Single Coupling Collection, dont sept des titres sont interprétés (dont quatre dans un medley). Neuf titres sortis en "face A" de singles du groupe sont également interprétés, ainsi que sept autres titres tirés de ses précédents albums. Quatre titres du groupe ne sont interprétés que par quelques membres, dont un en solo par Sayumi Michishige. Deux des membres interprètent également une chanson qu'elles ont enregistré avec le groupe temporaire High-King. La moitié des membres interprètent aussi une chanson du sous-groupe Morning Musume Otome Gumi, tandis que l'autre moitié interprètent une chanson du sous-groupe parallèle Morning Musume Sakura Gumi.  
C'est le concert de graduation de Koharu Kusumi, au terme duquel elle quitte officiellement le groupe et le Hello! Project pour se consacrer à d'autres activités, toujours avec la compagnie mère Up-Front.

## Membres
- 5e génération : Ai Takahashi, Risa Niigaki
- 6e génération : Eri Kamei, Sayumi Michishige, Reina Tanaka
- 7e génération : Koharu Kusumi
- 8e génération : Aika Mitsui, Jun Jun, Lin Lin

## Liste des titres
| 1.  | Opening ~ 3, 2, 1 Breakin' Out! (OPENING ~ 3, 2, 1 BREAKIN' OUT!) (du single Shōganai Yume Oibito / de Zen Single Coupling Collection)       |  |
| 2.  | How Do You Like Japan ~Nihon wa Donna Kanji Dekka?~ (HOW DO YOU LIKE JAPAN? ~日本はどんな感じでっか?~) (de Rainbow 7)                        |  |
| 3.  | VTR - Member Introduction (VTR映像 (メンバー紹介)                                                                                            |  |
| 4.  | Kimagure Princess (気まぐれプリンセス) (de l'album 10 My Me)                                                                                 |  |
| 5.  | MC 1 (présentation) |  |
| 6.  | Nanchatte Renai (なんちゃって恋愛) (de l'album 10 My Me)                                                                                     |  |
| 7.  | Genki+ (元気+) (de l'album Sexy 8 Beat) |  |
| 8.  | MC 2 (présentation) |  |
| 9.  | Ame no Furanai Hoshi de wa Aisenai Darō? (Chinese Ver.) (雨の降らない星では愛せないだろう?(中国語 Ver.) (de Platinum 9 Disc)                 |  |
| 10. | Sukiyaki (すき焼き) (par Niigaki et Kusumi) (de l'album Ai no Dai 6 Kan)                                                                     |  |
| 11. | MC 3 (présentation) |  |
| 12. | Haru Beautiful Everyday (春 ビューティフル エブリデイ) (par Kamei, Mitsui) (de l'album Sexy 8 Beat)                                          |  |
| 13. | Kioku no Meiro (記憶の迷路) (par Takahashi et Tanaka) (du single C\C (Cinderella\Complex) de High-King)                                      |  |
| 14. | Aruiteru (歩いてる) (par Sayumi Michishige avec Morning Musume) (de l'album Sexy 8 Beat)                                                     |  |
| 15. | Aki Urara (秋麗) (du single Nanchatte Renai / de la compilation Zen Single Coupling Collection)                                              |  |
| 16. | Shōganai Yume Oibito (しょうがない 夢追い人) (de l'album 10 My Me)                                                                           |  |
| 17. | MC 4 (présentation) |  |
| 18. | Sakura Mankai (さくら満開) (par Takahashi, Niigaki, Kamei, Mitsui, Lin Lin) (single de Morning Musume Sakuragumi)                            |  |
| 19. | Yūjō ~Kokoro no Busu ni wa Naranee!~ (友情 ~心のブスにはならねぇ!~) (par Michishige, Tanaka, Kusumi, Jun Jun) (single de Otomegumi)          |  |
| 20. | Dekkai Uchū ni Ai ga Aru (でっかい宇宙に愛がある) (du single The Peace! / de la compilation Zen Single Coupling Collection)                  |  |
| 21. | MC 5 (présentation) |  |
| 22. | Coupling Medley : Bon Kyu! Bon Kyu! Bomb Girl / Please! Jiyū no Tobira / Hand Made City / Odore! Morning Curry / Bon Kyu! Bon Kyu! Bomb Girl |  |

| 1.  | MC 6 (présentation)                                                                                       |  |
| 2.  | Joshi Kashimashi Monogatari (女子かしまし物語) (de l'album Ai no Dai 6 Kan)                               |  |
| 3.  | Naichau Kamo (泣いちゃうかも) (de l'album Platinum 9 Disc)                                                |  |
| 4.  | Resonant Blue (リゾナント ブルー) (de l'album Platinum 9 Disc)                                            |  |
| 5.  | Rainbow Pink (レインボーピンク) (par Shige-pin et Koha-pink / Michishige & Kusumi) (de l'album Rainbow 7) |  |
| 6.  | Kusumi Koharu Sotsugyo Ceremony (久住小春 卒業セレモニー)                                                 |  |
| 7.  | Furusato (ふるさと) (de l'album Second Morning)                                                           |  |
| 8.  | Songs (SONGS) (de l'album Platinum 9 Disc)                                                                |  |
| 9.  | MC 7 (présentation)                                                                                       |  |
| 10. | LOVE Machine (LOVEマシーン) (de l'album 3rd -Love Paradise-)                                              |  |

Détails de la piste 22
Coupling Medley: Bon Kyu! Bon Kyu! Bomb Girl / Please! Jiyū no Tobira / Hand Made City / Odore! Morning Curry / Bon Kyu! Bon Kyu!... 

((カップリングメドレー) ボン キュッ! ボン キュッ! BOMB GIRL ⇒ Please! 自由の扉 ⇒ Hand made CITY ⇒ 踊れ! モーニングカレー ⇒ ボン キュッ! ...)
- Bon Kyu! Bon Kyu! Bomb Girl (ボン キュッ! ボン キュッ! BOMB GIRL) (du single Mikan / de la compilation Zen Single Coupling Collection)
- Please! Jiyū no Tobira (Please! 自由の扉) (du single Onna ni Sachi Are / de la compilation Zen Single Coupling Collection)
- Hand Made City (Hand made CITY) (du single Kanashimi Twilight / de la compilation Zen Single Coupling Collection)
- Odore! Morning Curry (踊れ! モーニングカレー) (du single Aruiteru / de la compilation Zen Single Coupling Collection)
- Bon Kyu! Bon Kyu! Bomb Girl (ボン キュッ! ボン キュッ! BOMB GIRL) (du single Mikan / de la compilation Zen Single Coupling Collection)